# Alfiz

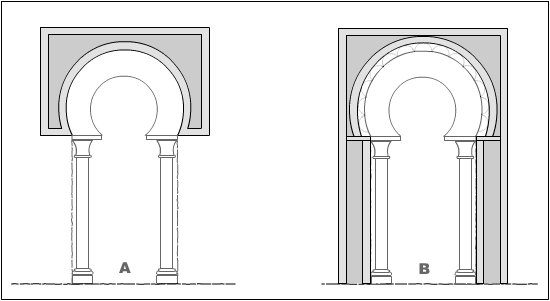
Alfiz mit Variante vom Kämpfer (A) bzw. vom Boden (B)

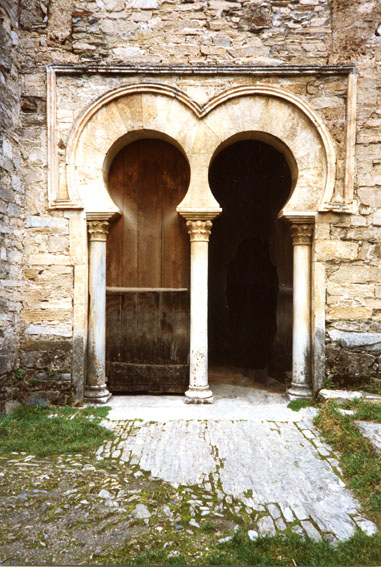
Mozarabischer Alfiz von Santiago de Peñalba, León

Ein Alfiz ist die vermutlich über das andalusisch-arabische Wort alḥiz aus dem Klassischen-Arabisch (حيز / ḥayyiz / ‚Bereich‘) stammende Bezeichnung für ein architektonisches Schmuckelement in Form eines rechteckigen oder (nahezu) quadratischen Rahmens um eine gewölbte Fenster-, Tür- oder Arkadenöffnung. Die verbleibenden Zwickel (albanegas) sind manchmal undekoriert, manchmal aber auch mit andersfarbigen Steinen oder mit Stuckornamenten gefüllt. Diese Umrahmungen sind in der islamischen Architektur allgemein verbreitet, aber auch charakteristisch für die Mozarabische Architektur sowie für den Mudéjar-Stil in Spanien und die zum Teil daran anknüpfende christliche Architektur Süd- und Mitteleuropas.